# Ponometia nuicola
Ponometia nuicola là một loài bướm đêm trong họ Noctuidae.